# 叉斑长纺蛛
叉斑长纺蛛（学名：Hersilia clathrata）为长纺蛛科长纺蛛属的动物。分布于缅甸、日本以及中国大陆的安徽等地。该物种的模式产地在缅甸。